# گوشته سیاره‌ای
گوشتهٔ سیاره‌ای (انگلیسی: Mantle) در داخل یک جسم سیاره‌ای قسمتی است که در زیر توسط یک هسته بیرونی و از بالا توسط یک پوسته محدود شده‌است. گوشته‌ها از سنگ یا یخ ساخته شده‌اند و به‌طور کلی بزرگ‌ترین و پرجرم‌ترین لایه جسم سیاره‌ای هستند. گوشته‌ها مشخصه اجرام سیاره‌ای هستند که از نظر چگالی متمایز شده‌اند. تمام سیاره‌های زمین‌مانند (از جمله زمین)، تعدادی از سیارک‌ها و برخی از قمرهای سیاره‌ای دارای گوشته هستند.

## گوشتهٔ زمین

ساختار داخلی زمین

گوشته زمین لایه‌ای از سنگ سیلیکات بین پوسته و هستهٔ بیرونی است. جرم آن ۴٫۰۱ × ۱۰۲۴ کیلوگرم، ۶۷ درصد جرم زمین است. ضخامت آن ۲۹۰۰ کیلومتر (۱۸۰۰ مایل) است که حدود ۸۴ درصد از حجم زمین را تشکیل می‌دهد. عمدتاً جامد است، اما در زمان زمین‌شناسی مانند یک سیال چسبناک رفتار می‌کند. ذوب بخشی از گوشته در پشته‌های میانی اقیانوسی باعث تولید پوسته اقیانوسی می‌شود و ذوب بخشی از گوشته در مناطق فرورانش پوسته قاره‌ای را ایجاد می‌کند.

## در دیگر سیاره‌ها
عطارد یک گوشتهٔ سیلیکاتی به ضخامت تقریباً ۴۹۰ کیلومتر (۳۰۰ مایل) دارد که تنها ۲۸ درصد جرم آن را تشکیل می‌دهد. گوشته سیلیکات زهره تقریباً ۲۸۰۰ کیلومتر (۱۷۰۰ مایل) ضخامت دارد که حدود ۷۰ درصد جرم آن را تشکیل می‌دهد.گوشته سیلیکات مریخ تقریباً ۱۶۰۰ کیلومتر (۹۹۰ مایل) ضخامت دارد که ۷۴ تا ۸۸ درصد جرم آن را تشکیل می‌دهد و ممکن است توسط شهاب‌سنگ‌های مریخی نشان داده شود.